# Explosionsgrenze
Gemische aus brennbaren Gasen, Dämpfen oder Stäuben mit Luft und damit dem in ihr enthaltenen Sauerstoff sind bei bestimmten, stofftypischen Mischungsverhältnissen explosionsfähig. Diese Mischungsverhältnisse bestimmen den Explosionsbereich, der durch seine zwei Explosionsgrenzen, der oberen und der unteren Explosionsgrenze (OEG bzw. UEG), beschrieben wird:
Explosionsgrenzen sind Grenzen des sogenannten „Explosionsbereiches“.
Die untere Explosionsgrenze (UEG) bzw. die obere Explosionsgrenze (OEG) sind der untere bzw. obere Grenzwert der Konzentration (Stoffmengenanteil) eines brennbaren Stoffes in einem Gemisch von Gasen, Dämpfen, Nebeln und/oder Stäuben, in dem sich nach dem Zünden eine von der Zündquelle unabhängige Flamme gerade nicht mehr selbstständig fortpflanzen kann.
Man bezeichnet den Bereich unterhalb der unteren einschließlich der Explosionsgrenze selbst, in dem die Konzentration des brennbaren Stoffes zu gering ist, auch als zu mageres Gemisch. Der Bereich oberhalb und inklusive der oberen Explosionsgrenze wird als zu fettes Gemisch bezeichnet. Hier ist die Konzentration des brennbaren Stoffes zu hoch, um explosionsartig zu reagieren. Ein fettes Gemisch kann durch Luftzufuhr weiter verdünnt werden und so unter die OEG gelangen und damit explosionsfähig werden. Ein mageres Gemisch kann durch Zufuhr von Brennstoff, etwa durch Verdunsten oder Brenngaszufuhr, auffetten und damit explosionsgefährliche Stoffkonzentration erreichen. Die Explosionsgrenzen ändern sich ebenfalls bei Druck- und/oder Temperaturänderungen. Ebenso hat auch die Luftfeuchtigkeit einen nicht unerheblichen Einfluss.
Die Explosionsgrenzen werden auch als Zündgrenzen bezeichnet, sie sind u. a. temperatur- und druckabhängig. Bei Stäuben hat zusätzlich auch die Teilchengröße und die Teilchengrößenverteilung des Feststoffs einen Einfluss auf die Explosionsgrenzen.
Die Explosionsgrenzen sind keine physikalischen Konstanten, sondern sogenannte „sicherheitstechnische Kenngrößen“, die im Gegensatz zu den physikalischen Konstanten sehr stark von ihrer Bestimmungsmethode abhängig sind.
Es ist folglich im Rahmen einer Risiko- oder Gefährdungsbeurteilung darauf zu achten, dass bei deren praktischer Anwendung im Einzelfall ggf. zu verifizieren ist, ob in der real vorliegenden Anwendung tatsächlich auch die in der Literatur dargelegten Angaben zu den Explosionsgrenzen sicherheitstechnisch Anwendung finden können.
Wenn die Konzentration des brennbaren Stoffes in der Luft oberhalb der unteren Explosionsgrenze und unterhalb der oberen Explosionsgrenze liegt, wird das Gemisch unter atmosphärischen Bedingungen als explosionsfähige Atmosphäre bezeichnet. Unter anderen als atmosphärischen Bedingungen oder anderen Oxidationspartnern als Luftsauerstoff, wird allgemein vom explosionsfähigen Gemisch gesprochen. Im Allgemeinen wird unter atmosphärischen Bedingungen ein Umgebungstemperaturbereich zwischen −20 °C und 60 °C sowie ein Druckbereich zwischen 0,8 bar und 1,1 bar verstanden. [ATEX-Leitlinien, Richtlinie 94/9/EG] [Leitfaden für explosionsfähige Atmosphären].
Die Konzentration des brennbaren Gases oder Dampfes (Brennstoff zu Luft) wird in Vol.-% oder Mol-% angegeben. Im Gegensatz dazu wird bei der Zündgrenze die Luftzahl Lambda mit der Angabe des Gewichtsanteils (Luft zu Brennstoff) verwendet. Für ideale Gase gilt die folgende Beziehung: 1 Vol.-% = 1 Mol-% = 10.000 ppm. Das stöchiometrische Volumenverhältnis und Lambda=1 bedeutet ungefähr höchste Explosionsgefahr und beste Zündfähigkeit.
In nachfolgender Tabelle sind für einige Gase bei Mischung mit Luft die untere und obere Explosionsgrenze angegeben. Weitere Zahlenwerte finden sich in Tabellenwerken, der Datenbank Chemsafe und für manche Substanzen in den Sicherheitsdatenblättern.
| Brennbare Gase     | UEG (mager) in Vol.-% | stöchiometrisch in Vol.-% | OEG (fett) in Vol.-% |
| ------------------ | --------------------- | ------------------------- | -------------------- |
| Kohlenstoffmonoxid | 10,9                  | 30                        | 76                   |
| Methan             | 4,4                   | 9,5                       | 16,5                 |
| Wasserstoff        | 4                     | 30                        | 77                   |
| Ethin (Acetylen)   | 2,5                   | 7,7                       | 80                   |
| Propan             | 1,7                   | 4,0                       | 10,8                 |
| Monosilan          | 1,5                   | ?                         | 98                   |

| Brennbare Dämpfe  | UEG (mager) in Vol.-% | stöchiometrisch in Vol.-% | OEG (fett) in Vol.-% |
| ----------------- | --------------------- | ------------------------- | -------------------- |
| Nitromethan       | 7,3                   | ?                         | 22,2                 |
| Methanol          | 6,7                   | ?                         | 36                   |
| Ethanol (Äthanol) | 3,4                   | 6,5                       | 19                   |
| Benzin            | 1,4                   | ?                         | 7,6                  |
| Kerosin           | 0,7                   | ?                         | 5,0                  |
| Diesel            | 0,6                   | ?                         | 7,5                  |